# Дзвінкий ясенний боковий апроксимант
Ясенний (альвеолярний) боковий апроксимант — тип приголосного звука, що існує в мовах певних народів. Символ Міжнародного фонетичного алфавіту для зубних, ясенних і заясенних апроксимантів — l, а відповідний символ X-SAMPA — l. В українській мові цей звук передається на письмі літерою л.

## Властивості
Властивості ясенного бокового апроксиманта:
- Тип фонації — дзвінка, тобто голосові зв'язки вібрують від час вимови.
- Спосіб творення — апроксимант, тобто один артикулятор наближається до іншого, утворюючи щілину, але недостатньо вузьку для спричинення турбулентності.
- Місце творення — ясенне, тобто звук артикулюється кінчиком або передньою спинкою язика проти ясенного бугорка.
- Це ротовий приголосний, тобто повітря виходить крізь рот.
- Це боковий приголосний, тобто повітря проходить по боках язика, а не по центру.
- Механізм передачі повітря — егресивний легеневий, тобто під час артикуляції повітря виштовхується крізь голосовий тракт з легенів, а не з гортані, чи з рота.

## Різновиди
У мовах може існувати у вигляді ясенних апікальних (кінчикових) або ламінальних (плоскоязикових) приголосних, а також ламінальних зубо-ясенних (наприклад, у французькій) або справжніх зубних, які зустрічаються рідко. Плоскоязикові зубо-ясенні приголосні зазвичай зустрічаються в мовах материкової Європи. Справжній зубний звук зазвичай зустрічається алофонічно перед /θ/, як-то в англійському слові health [hɛl̪θ].

### Зубний або зубо-ясенний боковий апроксимант
| Мова        | Мова                            | Слово    | МФА       | Значення    | Примітки |
| ----------- | ------------------------------- | -------- | --------- | ----------- | --- |
| Арабська    | Халіджі                         | لين/leen | [l̪eːn]    | коли        | Плоскоязиковий зубо-ясенний. Див. арабська фонологія                                                             |
| В'єтнамська | Ханойський говір                | lửa      | [l̪ɨə˧˩˧]  | вогонь      | Див. в'єтнамська фонологія                                                                                       |
| Іспанська   | Іспанська                       | altar    | [äl̪ˈt̪äɾ]  | вівтар      | Плоскоязиковий зубо-ясенний. Алофонічна /l/ перед /t/, /d/. Див. іспанська фонологія                             |
| Італійська  | Італійська                      | molto    | [ˈmol̪ːt̪o] | багато      | Плоскоязиковий зубо-ясенний. Алофонічна /l/ перед /t, d, s, z, t͡s, d͡z/. Див. італійська фонологія                |
| Македонська | Македонська                     | лево     | [l̪e̞vo̞]    | ліво        | Плоскоязиковий зубо-ясенний. Див. македонська фонологія                                                          |
| Мапудунґун  | Мапудунґун                      | ḻafkeṉ   | [l̪ɐ̝fkën̪]  | море, озеро | Міжзубний |
| Норвезька   | Міський східно-норвезький говір | anlegg   | [²ɑnːl̪ɛg] | завод       | Алофонічна /l/ після /n, t, d/. Див. норвезька фонологія                                                         |
| Тамільська  | Тамільська                      | புலி/puli  | [pul̪i]    | тигр        | Див. тамільська фонологія                                                                                        |
| Угорська    | Угорська                        | elem     | [ˈɛl̪ɛm]   | акумулятор  | Плоскоязиковий зубо-ясенний. Див. угорська фонологія                                                             |
| Узбецька    | Узбецька                        |          |           |             | Плоскоязиковий зубо-ясенний. Веляризується між непереднім огубленим голосним і приголосною або сполучною фонемою |
| Шведська    | Центральний стандарт            | allt     | [äl̪t̪]     | все         | Плоскоязиковий зубо-ясенний. Див. шведська фонологія                                                             |

### Ясенний боковий апроксимант
| Мова                 | Мова                      | Слово | МФА           | Значення             | Примітки |
| -------------------- | ------------------------- | --- | ------------- | -------------------- | --- |
| Англійська           | Нью-Йоркський говір       | let | [lɛt]         | дозволяти            | Змінюється між апікальним і ламінальним, причому останнє є переважним.                                                         |
| Англійська           | Ірландський говір, Джорді | tell | [tɛl]         | розповідати          | |
| Арабська             | Літературна               | لا/laa | [laʔ]         | ні                   | Див. арабська фонологія |
| Ассирійська          | Ассирійська               | ܠܚܡܐ läḳma | [lεxma]       | хліб                 | |
| Валлійська           | Валлійська                | diafol | [djavɔl]      | диявол, чорт, дідько | Див. валлійська фонологія |
| Вірменська           | Східновірменська          | լուսին/lusin | [lusin] д·і   | місяць (супутник)    | |
| Грецька              |                           | λέξη/léksi | [ˈleksi]      | слово                | Див. новогрецька фонологія |
| Есперанто            | Есперанто                 | luno | [ˈluno]       | місяць (супутник)    | Див. фонологія есперанто |
| Іспанська            | Іспанська                 | hablar | [äˈβ̞läɾ]      | говорити, розмовляти | Див. іспанська фонологія |
| Італійська           | Італійська                | letto | [ˈlɛt̪ːo]      | ліжко                | Апікальне. Див. італійська фонологія                                                                                           |
| Каталонська          | Каталонська               | laca | [ˈlɑkɐ]       | лак для волосся      | Апікальне "ясенне переднього ряду". Також може бути веляризованим. Див. каталонська фонологія                                  |
| Кашубська            |                           | |               |                      | |
| Киргизька            | Киргизька                 | көпөлөк/köpölök | [køpøˈløk]    | метелик              | Веляризується при голосних заднього ряду. Див. киргизька фонологія                                                             |
| Корейська            | Корейська                 | 일 / [[[Нова латинізація корейської мови\|il]]] Помилка: {{Lang}}: Не збігається текст не латинкою (Non-latn) з підтегом латинського (Latn) письма (допомога) | [il]          | „один“ або „робота“  | Вимовляють як ясенне одноударне ɾ на початку складу. Див. корейська фонологія.                                                 |
| Кхмерська            | Кхмерська                 | ភ្លេង / phléng | [pʰleːŋ]      | музика               | Див. кхмерська фонологія |
| Лагуу                | Nậm Sài, місто Sa Pa      | [la˧˨ ɣɯ˥] | [la˧˨ ɣɯ˥]    | мова лагуу           | |
| Лаґу                 | Лаґу                      | laghu | [lagu]        | мова лаґу            | |
| Мальдівська          | Мальдівська               | ލަވަ / lava | [laʋa]        | пісня                | |
| Мапудунґун           | Мапудунґун                | elun | [ëˈlʊn]       | давати               | |
| Непальська           | Непальська                | लामो | [lämo]        | довгий               | Див. Непальська фонологія |
| Нідерландська        | Літературна               | laten | [ˈl̻aːt̻ə]      | дозволяти            | Ламінальне. Деякі носії літературної бельгійської мови користуються чистим /l/ в усіх положеннях. Див. нідерландська фонологія |
| Нідерландська        | Деякі східні говірки      | mal | [mɑl̻]         | цвіль                | Ламінальне; вимова /l/ в усіх положеннях. Див. нідерландська фонологія                                                         |
| Орійська             | Орійська                  | ଭଲ | [bʰɔlɔ]       | хороший              | |
| Перська              | Перська                   | لاما/lama | [lɒmɒ]        | лама                 | Див. Перська фонологія |
| Польська             | Польська                  | pole | [ˈpɔlɛ] д·і   | поле                 | Деякі мовці натомість вимовляють [ɫ̪] (/w/). При цьому може пом'якшитися до [lʲ]. Див. польська фонологія                       |
| Румунська            | Румунська                 | alună | [äˈlun̪ə]      | фундук               | Апікальне. Див. румунська фонологія                                                                                            |
| Словацька            | Словацька                 | mĺkvy | [ˈml̩ːkʋi] д·і | тихий                | Складова форма може бути довгою або короткою. Див. Словацька фонологія                                                         |
| Словенська           | Словенська                | letalo | [lɛˈt̪àːlɔ]    | літак                | Див. словенська фонологія |
| Українська           | Українська                | обличчя | [oˈblɪt͡ʃːɐ]   | обличчя              | Може пом'якшуватися. Див. українська фонологія                                                                                 |
| Філіпіно             | Філіпіно                  | luto | [ˈluto]       | готувати             | Див. філіппінська фонологія |
| Чуваська             | Чуваська                  | хула | [xu'la]       | місто                | |
| Шотландська ґельська | Шотландська ґельська      | maoil | [mɯːl]        | мис                  | Замінюване з /ɫ̪/ та /ʎ/. Див. Ґельська фонологія                                                                               |
| Японська             | Японська                  | 六 / roku | [lo̞kɯ̟ᵝ]       | шість                | Апікальне. Частіше [ɾ]. Див. японська фонологія                                                                                |

### Заясенний боковий апроксимент
| Мова        | Мова           | Слово    | МФА            | Значення    | Примітки                                                                             |
| ----------- | -------------- | -------- | -------------- | ----------- | ------------------------------------------------------------------------------------ |
| Іґбо        | Літературна    | lì       | [l̠ì]           | заривати    |                                                                                      |
| Італійська  | Італійська     | il cervo | [il̠ʲ ˈt͡ʃɛrvo]  | (той) олень | Пом'якшене плоскоязкове; алофонічне /l/ перед /ʃ, t͡ʃ, d͡ʒ/. Див. італійська фонологія |
| Сапотекська | Тількіапанська | lan      | [l̠an]          | сажа        |                                                                                      |
| Турецька    | Турецька       | lale     | [l̠ʲäːˈl̠ʲɛ] д·і | тюльпан     | Пом'якшене; замінюване з веляризованим зубним боковим [ɫ̪]. Див. турецька фонологія   |